# Eishockey-Weltmeisterschaft der Herren 2008
Die 72. Eishockey-Weltmeisterschaft der Herren (offiziell: 2008 IIHF World Championship Canada) fand vom 2. bis zum 18. Mai 2008 statt. Es war die erste A-Weltmeisterschaft in Kanada, dem „Mutterland“ des Eishockeysports, und zudem das erste Turnier dieser Art in Nordamerika seit der Weltmeisterschaft 1962. Eine weitere Besonderheit liegt darin, dass der Eishockeyverband IIHF im Jahr 2008 sein 100-jähriges Bestehen feierte.
Kanada hatte auf der Jahrestagung des Eishockey-Weltverbandes in Prag im Mai 2004 den Zuschlag für die Ausrichtung erhalten. Deutschland und Schweden hatten kurz vor der Abstimmung ihre Kandidaturen zurückgezogen, so dass Kanada letztlich der einzige Bewerber war.
Weltmeister wurde Russland.

## Teilnehmer, Austragungsorte und -zeiträume
- Top-Division: 2. bis 18. Mai 2008 in Halifax, Nova Scotia und Québec City, Québec, Kanada
Teilnehmer:  Belarus,  Dänemark,  Deutschland,  Finnland,  Frankreich (Aufsteiger),  Italien,  Kanada (Titelverteidiger),  Lettland,  Norwegen,  Russland,  Schweden,  Schweiz,  Slowakei,  Slowenien (Aufsteiger),  Tschechien,  USA
- Division I
  - Gruppe A: 13. bis 19. April 2008 in Innsbruck, Österreich
Teilnehmer:  Großbritannien,  Kasachstan,  Niederlande,  Österreich (Absteiger),  Polen,  Südkorea (Aufsteiger)
  - Gruppe B: 13. bis 19. April 2008 in Sapporo, Japan
Teilnehmer:  Estland,  Japan,  Kroatien (Aufsteiger),  Litauen,  Ukraine,  Ungarn (Absteiger)
- Division II
  - Gruppe A: 7. bis 13. April 2008 in Miercurea Ciuc, Rumänien
Teilnehmer:  Belgien,  Bulgarien,  Irland (Aufsteiger),  Israel,  Rumänien (Absteiger),  Serbien
  - Gruppe B: 7. bis 13. April 2008 in Newcastle, Australien
Teilnehmer:  Australien,  Volksrepublik China (Absteiger),  Island,  Mexiko,  Neuseeland (Aufsteiger),  Spanien
- Division III
  - 31. März bis 6. April 2008 in Kockelscheuer, Luxemburg
Teilnehmer:  Griechenland (Qualifikant),  Luxemburg,  Mongolei,  Nordkorea,  Südafrika,  Türkei (Absteiger)
- Qualifikation zur Division III
  - 15. bis 17. Februar 2008 in Sarajevo, Bosnien und Herzegowina
Teilnehmer:  Armenien (erste Teilnahme seit 2006),  Bosnien und Herzegowina (Neuling),  Griechenland (erste Teilnahme seit 1999)

## Top-Division
Die Weltmeisterschaft der Top-Division wurde vom 2. bis 18. Mai 2008 in den kanadischen Städten Halifax in der Provinz Nova Scotia sowie in Québec City in der franko-kanadischen Provinz Québec ausgetragen. Die Spielorte waren das Halifax Metro Centre mit 10.595 Plätzen in Halifax sowie das Colisée Pepsi (15.399 Plätze) in Québec City, welche 2008 ihr 400-jähriges Stadtjubiläum feierte.

### Austragungsorte
| Québec City |

| Halifax |

| Québec City |

| Halifax |

### Teilnehmer
Am Turnier nahmen die besten 14 Mannschaften der Vorjahres-Weltmeisterschaft sowie die Sieger der beiden Turniere der Division I des Vorjahres teil:
| 14 aus Europa     | Belarus                                | Dänemark                              | Deutschland | Finnland   |
| 14 aus Europa     | Frankreich (Aufsteiger aus Division I) | Italien                               | Lettland    | Norwegen   |
| 14 aus Europa     | Russland                               | Schweden                              | Schweiz     | Slowakei   |
| 14 aus Europa     | Slowenien (Aufsteiger aus Division I)  | Slowenien (Aufsteiger aus Division I) | Tschechien  | Tschechien |
| 2 aus Nordamerika | Kanada (Titelverteidiger, Gastgeber)   | Kanada (Titelverteidiger, Gastgeber)  | USA         | USA        |

#### Gruppeneinteilung
Die Gruppeneinteilung der Vorrunde wurde auf Basis der nach Abschluss der Weltmeisterschaft 2007 aktuellen IIHF-Weltrangliste festgelegt:
| Gruppe A (Québec City) | Gruppe B (Halifax) | Gruppe C (Halifax) | Gruppe D (Québec City) |
| Schweden (1)           | Kanada (2)         | Finnland (3)       | Tschechien (4)         |
| Schweiz (8)            | USA (7)            | Slowakei (6)       | Russland (5)           |
| Belarus (9)            | Lettland (10)      | Deutschland (11)   | Dänemark (12)          |
| Frankreich (19)        | Slowenien (18)     | Norwegen (14)      | Italien (13)           |

* In Klammern ist der jeweilige Weltranglistenplatz angegeben.

### Modusänderungen
Bei der Weltmeisterschaft 2008 gab es im Vergleich zu den vorangegangenen Turnieren vier wesentliche Veränderungen:
- ein veränderter Modus im Viertelfinale, bei dem innerhalb der Zwischenrundengruppen gespielt wurde; das hieß, der Erstplatzierte traf auf den Viertplatzierten und der Zweit- auf den Drittplatzierten derselben Gruppe.
- die Relegation wurde erstmals im Modus „Best-of-three“ ausgetragen, wobei die Gruppenletzten der Gruppen A und D sowie die Letzten der Gruppen B und C aufeinander trafen.
- es wurde zum ersten Mal seit 1962 wieder auf den vier Meter schmaleren NHL-Spielfeldern gespielt (60×26 m statt 60×30 m).
- das Vier-Schiedsrichter-System mit zwei Hauptschiedsrichtern und zwei Linienrichtern wurde eingeführt.

### Vorrunde

#### Gruppe A
| 3. Mai 2008 13:00 Uhr (Ortszeit) | 3. Mai 2008 19:00 Uhr (MESZ) | Belarus W. Kaszjutschonak (18:32) S. Sadseljonau (22:58) A. Uharau (23:45) A. Schuryk (35:57) D. Mjaleschka (41:18) | 5:6 (1:2, 3:2, 1:2) Spielbericht | Schweden M. Johansson (3:59) N. Bäckström (12:18) P. Hörnqvist (26:23) R. Nilsson (37:51) P. Hörnqvist (43:41) R. Wallin (50:32) | Colisée Pepsi, Québec City Zuschauer: 9.204 |

| 3. Mai 2008 19:00 Uhr | 4. Mai 2008 1:00 Uhr | Schweiz R. Wick (8:18) J. Sprunger (16:54) P. Bärtschi (23:01) R. Sannitz (40:31) | 4:1 (2:0, 1:1, 1:0) Spielbericht | Frankreich J. Desrosiers (39:59) | Colisée Pepsi, Québec City Zuschauer: 9.367 |

| 5. Mai 2008 13:00 Uhr | 5. Mai 2008 19:00 Uhr | Schweiz J. Sprunger (13:01) J. Sprunger (34:36) | 2:1 (1:0, 1:1, 0:0) Spielbericht | Belarus K. Kalzou (27:34) | Colisée Pepsi, Québec City Zuschauer: 8.016 |

| 5. Mai 2008 19:00 Uhr | 6. Mai 2008 1:00 Uhr | Schweden T. Mårtensson (28:46) P. Hörnqvist (34:21) M. Weinhandl (36:16) N. Wallin (39:42) N. Bäckström (44:31) A. Edler (47:36) R. Nilsson (49:22) K. Jönsson (51:46) N. Bäckström (59:35) | 9:0 (0:0, 4:0, 5:0) Spielbericht | Frankreich | Colisée Pepsi, Québec City Zuschauer: 8.845 |

| 7. Mai 2008 13:00 Uhr | 7. Mai 2008 19:00 Uhr | Schweden F. Warg (10:47) P. Hörnqvist (59:01) | 2:4 (1:2, 0:0, 1:2) Spielbericht | Schweiz T. Paterlini (0:48) A. Ambühl (16:35) T. Monnet (45:23) B. Forster (59:53) | Colisée Pepsi, Québec City Zuschauer: 7.939 |

| 7. Mai 2008 19:00 Uhr | 8. Mai 2008 1:00 Uhr | Frankreich O. Coqueux (19:53) | 1:3 (1:1, 0:1, 0:1) Spielbericht | Belarus A. Kaljuschny (12:57) A. Uharau (27:48) A. Kaszizyn (59:15) | Colisée Pepsi, Québec City Zuschauer: 8.880 |

| Pl. |            | Sp | S | OTS | OTN | N | Tore  | Punkte |
| 1.  | Schweiz    | 3  | 3 | 0   | 0   | 0 | 10:04 | 9      |
| 2.  | Schweden   | 3  | 2 | 0   | 0   | 1 | 17:09 | 6      |
| 3.  | Belarus    | 3  | 1 | 0   | 0   | 2 | 09:09 | 3      |
| 4.  | Frankreich | 3  | 0 | 0   | 0   | 3 | 02:16 | 0      |

Abkürzungen: Pl. = Platz, Sp = Spiele, S = Siege, OTS = Siege nach Verlängerung (Overtime) oder Penaltyschießen, OTN = Niederlagen nach Verlängerung oder Penaltyschießen, N = Niederlagen

Erläuterungen: Zwischenrundenqualifikant, Abstiegsrundenqualifikant

#### Gruppe B
| 2. Mai 2008 16:30 Uhr (Ortszeit) | 2. Mai 2008 21:30 Uhr (MESZ) | Kanada D. Hamhuis (3:45) D. Heatley (20:41) M. St. Louis (30:18) D. Heatley (35:07) D. Heatley (50:25) | 5:1 (1:0, 3:1, 1:0) Spielbericht | Slowenien A. Kopitar (32:19) | Halifax Metro Centre, Halifax Zuschauer: 7.921 |

| 2. Mai 2008 20:15 Uhr | 3. Mai 2008 1:15 Uhr | USA D. Brown (7:21) P. Kane (28:44) Z. Parise (47:09) P. O’Sullivan (51:05) | 4:0 (1:0, 1:0, 2:0) Spielbericht | Lettland | Halifax Metro Centre, Halifax Zuschauer: 7.360 |

| 4. Mai 2008 16:30 Uhr | 4. Mai 2008 21:30 Uhr | Lettland | 0:7 (0:3, 0:4, 0:0) Spielbericht | Kanada P. Sharp (2:35) M. Green (3:45) D. Heatley (12:15) R. Nash (21:03) M. St. Louis (22:00) C. Kunitz (22:42) R. Nash (32:20) | Halifax Metro Centre, Halifax Zuschauer: 7.831 |

| 4. Mai 2008 20:15 Uhr | 5. Mai 2008 1:15 Uhr | USA P. Kane (11:12) P. Kessel (26:48) P. Kessel (32:41) D. Booth (45:05) P. Kessel (49:24) | 5:1 (1:0, 2:1, 2:0) Spielbericht | Slowenien A. Kopitar (36:36) | Halifax Metro Centre, Halifax Zuschauer: 7.056 |

| 6. Mai 2008 16:30 Uhr | 6. Mai 2008 21:30 Uhr | Kanada B. Burns (19:15) D. Heatley (19:49) J. Toews (20:18) D. Roy (43:29) D. Heatley (59:13) | 5:4 (2:0, 1:2, 2:2) Spielbericht | USA Z. Parise (20:52) P. O’Sullivan (23:09) D. Brown (45:18) J. Pominville (46:54) | Halifax Metro Centre, Halifax Zuschauer: 9.192 |

| 6. Mai 2008 20:15 Uhr | 7. Mai 2008 1:15 Uhr | Slowenien | 0:3 (0:0, 0:2, 0:1) Spielbericht | Lettland A. Ņiživijs (30:05) A. Širokovs (31:24) A. Širokovs (59:32) | Halifax Metro Centre, Halifax Zuschauer: 7.806 |

| Pl. |           | Sp | S | OTS | OTN | N | Tore  | Punkte |
| 1.  | Kanada    | 3  | 3 | 0   | 0   | 0 | 17:05 | 9      |
| 2.  | USA       | 3  | 2 | 0   | 0   | 1 | 13:06 | 6      |
| 3.  | Lettland  | 3  | 1 | 0   | 0   | 2 | 03:11 | 3      |
| 4.  | Slowenien | 3  | 0 | 0   | 0   | 3 | 02:13 | 0      |

Abkürzungen: Pl. = Platz, Sp = Spiele, S = Siege, OTS = Siege nach Verlängerung (Overtime) oder Penaltyschießen, OTN = Niederlagen nach Verlängerung oder Penaltyschießen, N = Niederlagen

Erläuterungen: Zwischenrundenqualifikant, Abstiegsrundenqualifikant

#### Gruppe C
| 3. Mai 2008 16:30 Uhr (Ortszeit) | 3. Mai 2008 21:30 Uhr (MESZ) | Deutschland F. Busch (32:44) | 1:5 (0:0, 1:2, 0:3) Spielbericht | Finnland M. Koivu (21:09) O. Jokinen (27:26) M. Koivu (40:24) H. Hyvönen (42:33) T. Selänne (52:27) | Halifax Metro Centre, Halifax Zuschauer: 7.658 |

| 3. Mai 2008 20:15 Uhr | 4. Mai 2008 1:15 Uhr | Slowakei T. Melichárek (9:43) J. Kolník (20:15) R. Petrovický (27:44) M. Hossa (40:07) P. Podhradský (58:24) | 5:1 (1:0, 2:1, 2:0) Spielbericht | Norwegen M. Olimb (28:43) | Halifax Metro Centre, Halifax Zuschauer: 7.096 |

| 5. Mai 2008 16:30 Uhr | 5. Mai 2008 21:30 Uhr | Finnland J. Jokinen (1:37) V. Peltonen (16:14) T. Ruutu (62:27) | 3:2 n. V. (2:2, 0:0, 0:0, 1:0) Spielbericht | Norwegen M. Ask (4:26) A. Bastiansen (19:51) | Halifax Metro Centre, Halifax Zuschauer: 7.190 |

| 5. Mai 2008 20:15 Uhr | 6. Mai 2008 1:15 Uhr | Slowakei I. Čiernik (29:39) J. Kolník (59:56) | 2:4 (0:2, 1:1, 1:1) Spielbericht | Deutschland M. Sturm (6:57) S. Ustorf (15:05) M. Hackert (38:05) M. Hackert (48:42) | Halifax Metro Centre, Halifax Zuschauer: 7.855 |

| 7. Mai 2008 16:30 Uhr | 7. Mai 2008 21:30 Uhr | Finnland N. Kapanen (2:05) T. Ruutu (13:00) T. Selänne (25:17) | 3:2 (2:2, 1:0, 0:0) Spielbericht | Slowakei R. Petrovický (13:14) M. Kováčik (18:21) | Halifax Metro Centre, Halifax Zuschauer: 7.262 |

| 7. Mai 2008 20:15 Uhr | 8. Mai 2008 1:15 Uhr | Norwegen M. Holtet (34:51) M. Zuccarello Aasen (47:19) M. Ask (55:53) | 3:2 (0:1, 1:1, 2:0) Spielbericht | Deutschland M. Sturm (6:37) P. Gogulla (24:09) | Halifax Metro Centre, Halifax Zuschauer: 7.414 |

| Pl. |             | Sp | S | OTS | OTN | N | Tore  | Punkte |
| 1.  | Finnland    | 3  | 2 | 1   | 0   | 0 | 11:05 | 8      |
| 2.  | Norwegen    | 3  | 1 | 0   | 1   | 1 | 06:10 | 4      |
| 3.  | Deutschland | 3  | 1 | 0   | 0   | 2 | 07:10 | 3      |
| 4.  | Slowakei    | 3  | 1 | 0   | 0   | 2 | 09:08 | 3      |

Abkürzungen: Pl. = Platz, Sp = Spiele, S = Siege, OTS = Siege nach Verlängerung (Overtime) oder Penaltyschießen, OTN = Niederlagen nach Verlängerung oder Penaltyschießen, N = Niederlagen

Erläuterungen: Zwischenrundenqualifikant, Abstiegsrundenqualifikant
Im Spiel Deutschland gegen die Slowakei, welches Deutschland mit 4:2 gewann, wurde auf deutscher Seite der gebürtige Kanadier Jason Holland eingesetzt, der den Regularien nach nicht hätte spielen dürfen. Im Jahr 1996 spielte er während der Junioren-Weltmeisterschaft für Kanada. Danach hätte er mindestens vier Jahre in Deutschland spielen müssen. Sein Vertrag in Ingolstadt bestand zu diesem Zeitpunkt aber erst seit drei Jahren. Das Spiel hätte im Nachhinein am „Grünen Tisch“ mit 5:0 für die Slowakei gewertet werden müssen. Die IIHF entschied anders und begründete das Beibehalten des erspielten deutschen Sieges, mit einer ansonsten unfairen Beeinflussung des weiteren Turnierverlaufes.

#### Gruppe D
| 2. Mai 2008 13:00 Uhr (Ortszeit) | 2. Mai 2008 19:00 Uhr (MESZ) | Dänemark S. Lassen (0:31) J. Hansen (18:03) | 2:5 (2:2, 0:2, 0:1) Spielbericht | Tschechien R. Vrbata (8:00) A. Kotalík (13:49) R. Vrbata (24:35) Z. Irgl (31:31) J. Hejda (50:52) | Colisée Pepsi, Québec City Zuschauer: 8.369 |

| 2. Mai 2008 19:00 Uhr | 3. Mai 2008 1:00 Uhr | Russland A. Sjomin (4:02) A. Owetschkin (23:39) A. Morosow (29:01) A. Tereschtschenko (30:12) A. Sjomin (31:18) M. Suschinski (36:58) D. Saripow (55:38) | 7:1 (1:0, 5:0, 1:1) Spielbericht | Italien J. Cirone (51:29) | Colisée Pepsi, Québec City Zuschauer: 11.074 |

| 4. Mai 2008 13:00 Uhr | 4. Mai 2008 19:00 Uhr | Tschechien P. Eliáš (9:08) A. Kotalík (12:05) P. Eliáš (33:47) P. Eliáš (42:51) | 4:5 n. V. (2:2, 1:1, 1:1, 0:1) Spielbericht | Russland S. Sinowjew (3:47) K. Gorowikow (19:59) A. Morosow (27:44) K. Kornejew (46:47) A. Morosow (63:10) | Colisée Pepsi, Québec City Zuschauer: 13.109 |

| 4. Mai 2008 19:00 Uhr | 5. Mai 2008 1:00 Uhr | Italien J. Cirone (37:48) N. Fontanive (47:09) | 2:6 (0:3, 1:1, 1:2) Spielbericht | Dänemark M. Green (3:54) K. Staal (8:11) J. Hansen (10:26) D. Nielsen (23:31) J. Damgaard (50:32) K. Degn (56:03) | Colisée Pepsi, Québec City Zuschauer: 6.838 |

| 6. Mai 2008 13:00 Uhr | 6. Mai 2008 19:00 Uhr | Russland M. Afinogenow (10:38) A. Owetschkin (27:07) S. Fjodorow (29:45) K. Gorowikow (42:47) | 4:1 (1:0, 2:0, 1:1) Spielbericht | Dänemark K. Staal (57:25) | Colisée Pepsi, Québec City Zuschauer: 8.609 |

| 6. Mai 2008 19:00 Uhr | 7. Mai 2008 1:00 Uhr | Tschechien M. Erat (0:41) R. Vrbata (4:19) M. Židlický (21:29) R. Vrbata (30:42) P. Eliáš (37:47) F. Kuba (39:02) J. Hlinka (43:53) | 7:2 (2:2, 4:0, 1:0) Spielbericht | Italien L. Ansoldi (0:59) N. Fontanive (3:06) | Colisée Pepsi, Québec City Zuschauer: 7.517 |

| Pl. |            | Sp | S | OTS | OTN | N | Tore  | Punkte |
| 1.  | Russland   | 3  | 2 | 1   | 0   | 0 | 16:06 | 8      |
| 2.  | Tschechien | 3  | 2 | 0   | 1   | 0 | 16:09 | 7      |
| 3.  | Dänemark   | 3  | 1 | 0   | 0   | 2 | 09:11 | 3      |
| 4.  | Italien    | 3  | 0 | 0   | 0   | 3 | 05:20 | 0      |

Abkürzungen: Pl. = Platz, Sp = Spiele, S = Siege, OTS = Siege nach Verlängerung (Overtime) oder Penaltyschießen, OTN = Niederlagen nach Verlängerung oder Penaltyschießen, N = Niederlagen

Erläuterungen: Zwischenrundenqualifikant, Abstiegsrundenqualifikant

### Zwischenrunde

#### Gruppe E
| 8. Mai 2008 15:00 Uhr (Ortszeit) | 8. Mai 2008 21:00 Uhr (MESZ) | Schweden K. Jönsson (8:47) M. Nilson (15:33) T. Mårtensson (35:35) A. Strålman (36:44) K. Fabricius (40:41) M. Weinhandl (41:48) R. Wallin (43:55) T. Mårtensson (50:14) | 8:1 (2:0, 2:0, 4:1) Spielbericht | Dänemark K. Degn (54:32) | Colisée Pepsi, Québec City Zuschauer: 7.327 |

| 8. Mai 2008 19:00 Uhr | 9. Mai 2008 1:00 Uhr | Schweiz | 0:5 (0:1, 0:3, 0:1) Spielbericht | Tschechien M. Erat (19:06) T. Kaberle (34:46) P. Eliáš (35:50) T. Fleischmann (39:33) J. Novotný (58:10) | Colisée Pepsi, Québec City Zuschauer: 9.603 |

| 9. Mai 2008 13:00 Uhr | 9. Mai 2008 19:00 Uhr | Russland M. Afinogenow (23:54) A. Owetschkin (47:21) M. Afinogenow (53:51) A. Morosow (PS) | 4:3 n. P. (0:2, 1:0, 2:1, 0:0, 1:0) Spielbericht | Belarus A. Michaljou (7:27) D. Dudsik (11:53) A. Uharau (56:12) | Colisée Pepsi, Québec City Zuschauer: 8.031 |

| 10. Mai 2008 12:30 Uhr | 10. Mai 2008 18:30 Uhr | Tschechien T. Rolinek (36:53) A. Kotalík (53:38) A. Kotalík (PS) | 3:2 n. P. (0:1, 1:0, 1:1, 0:0, 1:0) Spielbericht | Belarus J. Tschuprys (18:12) A. Kaszizyn (49:50) | Colisée Pepsi, Québec City Zuschauer: 8.504 |

| 10. Mai 2008 16:30 Uhr | 10. Mai 2008 22:30 Uhr | Russland A. Sjomin (32:14) S. Fjodorow (44:57) A. Owetschkin (59:54) | 3:2 (0:1, 1:1, 2:0) Spielbericht | Schweden M. Weinhandl (7:15) T. Mårtensson (39:10) | Colisée Pepsi, Québec City Zuschauer: 12.665 |

| 11. Mai 2008 13:00 Uhr | 11. Mai 2008 19:00 Uhr | Dänemark M. Madsen (43:04) K. Staal (45:26) | 2:7 (0:3, 0:2, 2:2) Spielbericht | Schweiz A. Ambühl (2:10) S. Jeannin (3:42) M. Reichert (20:50) T. Paterlini (31:01) P. DiPietro (33:21) P. Furrer (41:38) B. Forster (46:20) | Colisée Pepsi, Québec City Zuschauer: 8.338 |

| 11. Mai 2008 19:00 Uhr | 12. Mai 2008 1:00 Uhr | Schweden A. Strålman (26:03) M. Nilson (33:32) M. Weinhandl (41:14) P. Hörnqvist (55:07) M. Nilson (59:34) | 5:3 (0:0, 2:2, 3:1) Spielbericht | Tschechien P. Eliáš (30:06) A. Kotalík (38:26) T. Fleischmann (49:41) | Colisée Pepsi, Québec City Zuschauer: 7.864 |

| 12. Mai 2008 13:00 Uhr | 12. Mai 2008 19:00 Uhr | Schweiz R. Sannitz (40:32) J. Vauclair (45:30) R. Lemm (58:25) | 3:5 (0:3, 0:1, 3:1) Spielbericht | Russland D. Kalinin (15:21) A. Owetschkin (17:49) M. Suschinski (18:45) S. Fjodorow (30:27) M. Suschinski (57:25) | Colisée Pepsi, Québec City Zuschauer: 8.286 |

| 12. Mai 2008 19:00 Uhr | 13. Mai 2008 1:00 Uhr | Belarus A. Uharau (55:42) D. Mjaleschka (57:59) | 2:3 n. V. (0:0, 0:1, 2:1, 0:1) Spielbericht | Dänemark K. Staal (23:06) P. Regin (59:22) P. Regin (62:11) | Colisée Pepsi, Québec City Zuschauer: 8.517 |

| Pl. |            | Sp | S | OTS | OTN | N | Tore  | Punkte |
| 1.  | Russland   | 5  | 3 | 2   | 0   | 0 | 21:13 | 13     |
| 2.  | Tschechien | 5  | 2 | 1   | 1   | 1 | 20:14 | 9      |
| 3.  | Schweden   | 5  | 3 | 0   | 0   | 2 | 23:16 | 9      |
| 4.  | Schweiz    | 5  | 3 | 0   | 0   | 2 | 16:15 | 9      |
| 5.  | Belarus    | 5  | 0 | 0   | 3   | 2 | 13:18 | 3      |
| 6.  | Dänemark   | 5  | 0 | 1   | 0   | 4 | 09:26 | 2      |

Abkürzungen: Pl. = Platz, Sp = Spiele, S = Siege, OTS = Siege nach Verlängerung (Overtime) oder Penaltyschießen, OTN = Niederlagen nach Verlängerung oder Penaltyschießen, N = Niederlagen

Erläuterungen: Viertelfinalqualifikant

#### Gruppe F
| 8. Mai 2008 16:30 Uhr (Ortszeit) | 8. Mai 2008 21:30 Uhr | Kanada M. Green (9:32) R. Nash (56:02) | 2:1 (1:0, 0:1, 1:0) Spielbericht | Norwegen M. Hansen (33:59) | Halifax Metro Centre, Halifax Zuschauer: 7.380 |

| 8. Mai 2008 20:15 Uhr | 9. Mai 2008 1:15 Uhr | USA Z. Parise (0:26) P. O’Sullivan (2:10) J. Wisniewski (2:52) J. Pominville (26:52) Z. Parise (51:04) D. Brown (58:24) | 6:4 (3:2, 1:1, 2:1) Spielbericht | Deutschland M. Hackert (14:03) C. Schmidt (17:52) F. Busch (30:23) M. Bakos (44:55) | Halifax Metro Centre, Halifax Zuschauer: 7.352 |

| 9. Mai 2008 12:30 Uhr | 9. Mai 2008 17:30 Uhr | Finnland A. Pihlström (29:21) N. Kapanen (50:04) | 2:1 (0:1, 1:0, 1:0) Spielbericht | Lettland L. Dārziņš (1:27) | Halifax Metro Centre, Halifax Zuschauer: 7.215 |

| 10. Mai 2008 16:30 Uhr | 10. Mai 2008 21:30 Uhr | Deutschland F. Hördler (48:40) | 1:10 (0:4, 0:5, 1:1) Spielbericht | Kanada J. Spezza (5:14) D. Heatley (13:35) E. Staal (16:05) P. Sharp (19:37) E. Staal (23:42) E. Staal (28:20) D. Roy (32:07) E. Staal (35:30) J. Mayers (38:12) M. Green (41:47) | Halifax Metro Centre, Halifax Zuschauer: 9.182 |

| 11. Mai 2008 12:30 Uhr | 11. Mai 2008 17:30 Uhr | Norwegen L.-E. Spets (12:56) | 1:4 (1:2, 0:1, 0:1) Spielbericht | Lettland M. Cipulis (11:34) H. Vasiļjevs (17:22) M. Rēdlihs (22:27) L. Dārziņš (59:36) | Halifax Metro Centre, Halifax Zuschauer: 9.017 |

| 11. Mai 2008 16:30 Uhr | 11. Mai 2008 21:30 Uhr | Finnland V. Koistinen (42:12) T. Selänne (50:44) M. Koivu (56:10) | 3:2 (0:0, 0:2, 3:0) Spielbericht | USA T. Gilbert (21:30) P. Kessel (39:15) | Halifax Metro Centre, Halifax Zuschauer: 8.867 |

| 12. Mai 2008 12:30 Uhr | 12. Mai 2008 17:30 Uhr | USA B. Dubinsky (11:12) D. Brown (12:15) P. Kane (19:03) B. Dubinsky (25:48) P. Martin (31:19) Z. Parise (32:18) D. Brown (42:33) P. Kessel (45:44) B. Dubinsky (51:35) | 9:1 (3:0, 3:1, 3:0) Spielbericht | Norwegen M. Trygg (28:08) | Halifax Metro Centre, Halifax Zuschauer: 8.490 |

| 12. Mai 2008 16:30 Uhr | 12. Mai 2008 21:30 Uhr | Kanada R. Getzlaf (0:33) S. Doan (9:29) D. Heatley (30:17) P. Sharp (38:12) S. Doan (41:07) D. Heatley (58:02) | 6:3 (2:1, 2:0, 2:2) Spielbericht | Finnland A. Pihlström (5:39) A. Pihlström (38:34) T. Ruutu (59:37) | Halifax Metro Centre, Halifax Zuschauer: 9.178 |

| 12. Mai 2008 20:15 Uhr | 13. Mai 2008 1:15 Uhr | Lettland H. Vasiļjevs (5:01) M. Rēdlihs (25:48) M. Karsums (31:39) | 3:5 (1:1, 2:1, 0:3) Spielbericht | Deutschland C. Schmidt (18:45) M. Wolf (27:23) C. Schubert (47:51) Y. Seidenberg (50:40) C. Ullmann (52:51) | Halifax Metro Centre, Halifax Zuschauer: 8.614 |

| Pl. |             | Sp | S | OTS | OTN | N | Tore  | Punkte |
| 1.  | Kanada      | 5  | 5 | 0   | 0   | 0 | 30:09 | 15     |
| 2.  | Finnland    | 5  | 3 | 1   | 0   | 1 | 16:12 | 11     |
| 3.  | USA         | 5  | 3 | 0   | 0   | 2 | 25:13 | 9      |
| 4.  | Norwegen    | 5  | 1 | 0   | 1   | 3 | 08:20 | 4      |
| 5.  | Deutschland | 5  | 1 | 0   | 0   | 4 | 13:27 | 3      |
| 6.  | Lettland    | 5  | 1 | 0   | 0   | 4 | 08:19 | 3      |

Abkürzungen: Pl. = Platz, Sp = Spiele, S = Siege, OTS = Siege nach Verlängerung (Overtime) oder Penaltyschießen, OTN = Niederlagen nach Verlängerung oder Penaltyschießen, N = Niederlagen

Erläuterungen: Viertelfinalqualifikant
Die Partie zwischen den USA und Finnland wurde durch eine Fehlentscheidung eines Videoschiedsrichters beeinflusst. Kurz nach Beginn des letzten Drittels lag das Team der USA 2:0 in Führung, als der Finne Ville Koistinen während einer Überzahlsituation mit einem Schlagschuss auf 1:2 verkürzen konnte. Der Treffer wurde per Videobeweis auf Korrektheit überprüft und als gültig befunden. Jedoch war aus den Aufnahmen der über dem Tor positionierten Kamera deutlich die Irregularität des Treffers ersichtlich, da der Puck von der Seite – durch ein Loch im Netz neben dem Pfosten – seinen Weg ins Tor gefunden hatte. Die Internationale Eishockey-Föderation IIHF bestätigte nach Spielende die Fehlentscheidung, betonte aber, dass es bei der Wertung des Spiels, das Finnland am Ende mit 3:2 gewann, bliebe, da es sich um eine Tatsachenentscheidung gehandelt habe. Der beteiligte Videoschiedsrichter wurde jedoch vom weiteren Turnierverlauf freigestellt.

### Abstiegsrunde

#### Gruppe G
Die Relegationsrunde wurde erstmals im Modus „Best-of-Three“ ausgetragen, um den Mannschaften Reisestrapazen zu ersparen. Hierbei trafen der Viertplatzierte der Gruppe A und der Vierte der Gruppe D sowie die beiden Letztplatzierten der Gruppen B und C aufeinander. Die Mannschaften, die von maximal drei Spielen zuerst zwei für sich entscheiden konnten, verblieben in der WM-Gruppe, die beiden Verlierer stiegen in die Division I ab.
Serie G1
| 9. Mai 2008 19:00 Uhr (Ortszeit) | 10. Mai 2008 1:00 Uhr (MESZ) | Frankreich Y. Treille (9:09) B. Amar (39:30) S. Bordeleau (51:05) | 3:2 (1:1, 1:0, 1:1) Spielbericht Stand: 1:0 | Italien J. Pittis (8:00) A. Helfer (59:52) | Colisée Pepsi, Québec City Zuschauer: 8.140 |

| 10. Mai 2008 20:15 Uhr | 11. Mai 2008 2:15 Uhr | Italien J. Cirone (2:49) A. Signoretti (26:12) P. Iannone (44:14) J. Pittis (56:58) | 4:6 (1:2, 1:1, 2:3) Spielbericht Stand: 0:2 | Frankreich B. Amar (8:13) Y. Treille (14:40) J. Zwikel (24:44) J. Desrosiers (41:17) Y. Treille (45:12) S. Bordeleau (51:02) | Colisée Pepsi, Québec City Zuschauer: 7.649 |

Serie G2
| 9. Mai 2008 16:30 Uhr | 9. Mai 2008 21:30 Uhr | Slowenien M. Robar (33:20) | 1:5 (0:1, 1:4, 0:0) Spielbericht Stand: 0:1 | Slowakei R. Petrovický (2:58) M. Hossa (26:43) A. Podkonický (30:34) A. Kollár (35:56) I. Čiernik (36:32) | Halifax Metro Centre, Halifax Zuschauer: 8.473 |

| 10. Mai 2008 20:15 Uhr | 11. Mai 2008 1:15 Uhr | Slowakei J. Kolník (7:42) R. Petrovický (31:25) Ľ. Višňovský (34:02) Ľ. Višňovský (PS) | 4:3 n. P. (1:0, 2:2, 0:1, 0:0, 1:0) Spielbericht Stand: 2:0 | Slowenien M. Manfreda (25:54) D. Rodman (38:39) A. Kopitar (55:05) | Halifax Metro Centre, Halifax Zuschauer: 9.156 |

### Finalrunde
|  | Viertelfinale | Viertelfinale | Viertelfinale |  |  | Halbfinale | Halbfinale | Halbfinale |  |  | Finale           | Finale           | Finale           |
|  |               |               |               |  |  |            |            |            |  |  |                  |                  |                  |
|  | F4            | Norwegen      | 2             |  |  |            |            |            |  |  |                  |                  |                  |
|  | F1            | Kanada        | 8             |  |  |            |            |            |  |  |                  |                  |                  |
|  |               |               |               |  |  | F1         | Kanada     | 5          |  |  |                  |                  |                  |
|  |               |               |               |  |  | E3         | Schweden   | 4          |  |  |                  |                  |                  |
|  | E2            | Tschechien    | 2             |  |  |            |            |            |  |  |                  |                  |                  |
|  | E3            | Schweden      | 3             |  |  |            |            |            |  |  |                  |                  |                  |
|  |               |               |               |  |  |            |            |            |  |  | F1               | Kanada           | 4                |
|  |               |               |               |  |  |            |            |            |  |  | E1               | Russland         | 5                |
|  | E1            | Russland      | 6             |  |  |            |            |            |  |  |                  |                  |                  |
|  | E4            | Schweiz       | 0             |  |  |            |            |            |  |  |                  |                  |                  |
|  |               |               |               |  |  | E1         | Russland   | 4          |  |  |                  |                  |                  |
|  |               |               |               |  |  | F2         | Finnland   | 0          |  |  | Spiel um Platz 3 | Spiel um Platz 3 | Spiel um Platz 3 |
|  | F3            | USA           | 2             |  |  |            |            |            |  |  | F2               | Finnland         | 4                |
|  | F2            | Finnland      | 3             |  |  |            |            |            |  |  | E3               | Schweden         | 0                |

#### Viertelfinale
| 14. Mai 2008 13:00 Uhr (Ortszeit) | 14. Mai 2008 19:00 Uhr (MESZ) | Tschechien T. Rolinek (30:28) R. Vrbata (52:19) | 2:3 n. V. (0:0, 1:1, 1:1, 0:1) Spielbericht | Schweden P. Hörnqvist (27:43) M. Nilson (56:22) M. Weinhandl (63:15) | Colisée Pepsi, Québec City Zuschauer: 9.787 |

| 14. Mai 2008 16:30 Uhr | 14. Mai 2008 21:30 Uhr | Norwegen M. Ask (7:51) M. Olimb (25:32) | 2:8 (1:2, 1:3, 0:3) Spielbericht | Kanada D. Heatley (0:37) R. Getzlaf (11:02) J. Toews (29:57) D. Roy (34:08) D. Roy (36:50) R. Nash (44:10) R. Nash (50:44) D. Roy (51:40) | Halifax Metro Centre, Halifax Zuschauer: 9.192 |

| 14. Mai 2008 19:15 Uhr | 15. Mai 2008 1:15 Uhr | Russland A. Sjomin (1:14) M. Afinogenow (2:18) D. Saripow (6:23) S. Fjodorow (21:22) M. Afinogenow (26:37) A. Owetschkin (38:07) | 6:0 (3:0, 3:0, 0:0) Spielbericht | Schweiz | Colisée Pepsi, Québec City Zuschauer: 12.096 |

| 14. Mai 2008 20:15 Uhr | 15. Mai 2008 1:15 Uhr | USA P. Kessel (55:44) D. Stafford (56:21) | 2:3 n. V. (0:1, 0:1, 2:0, 0:1) Spielbericht | Finnland T. Ruutu (10:14) J. Niskala (25:45) S. Lepistö (63:59) | Halifax Metro Centre, Halifax Zuschauer: 9.176 |

Die Viertelfinalpaarungen zeigten die teilweise großen Defizite der „kleinen“ Eishockeynationen gegenüber den Favoriten auf den Turniersieg auf. Während die Partien zwischen Tschechien und Schweden sowie den Vereinigten Staaten und Finnland erst in der Verlängerung zu Gunsten der beiden skandinavischen Länder entschieden wurden, hatten die Kanadier und Russen mit ihren Gegnern aus der Schweiz und Norwegen leichtes Spiel.
- Im ersten Viertelfinale setzte sich der amtierende Olympiasieger Schweden in der Verlängerung gegen Tschechien durch. Für den entscheidenden Treffer zum 3:2-Sieg sorgte Schwedens Topscorer Mattias Weinhandl in der vierten Minute der Verlängerung, nachdem sein Teamkollege Marcus Nilson die Partie erst knapp vier Minuten vor Ende der regulären Spielzeit ausgeglichen hatte.
- Das Aufeinandertreffen zwischen Turnierfavorit Kanada und Außenseiter Norwegen war lediglich bis zur Spielhälfte ausgeglichen, da die Norweger bis dahin ein 2:2-Unentschieden halten konnten. Mit nachlassenden Kräften konnten sie sich jedoch im weiteren Spielverlauf nicht mehr der Übermacht der Kanadier erwehren und verloren schließlich mit 2:8.
- Ebenso deutlich fiel der Sieg von Russland gegen die Schweiz aus. Die schweizerische Mannschaft ging zwar mit der Empfehlung eines Sieges gegen Schweden in die Partie, aber bereits nach sieben Spielminuten lag Russland mit drei Toren in Führung. Im Laufe des zweiten Drittels baute das russische Team den Vorsprung kontinuierlich auf den Endstand von 6:0 aus. Dabei unterlief dem Schweizer Philippe Furrer ein kurioses Eigentor.
- Im letzten Viertelfinale schaffte Finnland mit einem 3:2-Sieg über die Vereinigten Staaten als letztes Team den Einzug ins Halbfinale. Dabei hatten die Finnen bis vier Minuten vor dem Ende der regulären Spielzeit mit zwei Toren Vorsprung in Führung gelegen. Den Amerikanern gelang jedoch mit einem Doppelschlag binnen 37 Sekunden noch der Ausgleich. Schließlich traf Sami Lepistö in der 4. Minute der Verlängerung zum Sieg für Finnland.

#### Halbfinale
| 16. Mai 2008 13:00 Uhr | 16. Mai 2008 19:00 Uhr | Russland S. Fjodorow (13:41) D. Saripow (23:44) A. Morosow (52:15) M. Suschinski (57:56) | 4:0 (1:0, 1:0, 2:0) Spielbericht | Finnland | Colisée Pepsi, Québec City Zuschauer: 11.159 |

| 16. Mai 2008 17:00 Uhr | 16. Mai 2008 23:00 Uhr | Kanada D. Heatley (5:35) R. Getzlaf (23:58) J. Mayers (28:31) R. Nash (32:29) M. Green (39:53) | 5:4 (1:1, 4:2, 0:1) Spielbericht | Schweden A. Strålman (19:15) N. Wallin (22:46) A. Strålman (31:26) F. Warg (54:21) | Colisée Pepsi, Québec City Zuschauer: 13.026 |

In den beiden Halbfinalpartien setzten sich die beiden im Turnierverlauf noch unbesiegten Mannschaften durch. Während Russland mit 4:0 gegen Finnland siegte, tat sich der amtierende Weltmeister Kanada im Duell gegen den amtierenden Olympiasieger Schweden schwer. Dabei gerieten sie nach der 2:1-Führung der Schweden in der 23. Spielminute erstmals im Turnier in Rückstand. Vier Treffer im Mittelabschnitt sicherten schließlich den Finaleinzug, obwohl Schweden kurz vor Schluss noch einmal auf 4:5 verkürzen konnte.

#### Spiel um Platz 3
| 17. Mai 2008 15:00 Uhr | 17. Mai 2008 21:00 Uhr | Finnland A. Pihlström (11:31) J. Niskala (13:44) A. Pihlström (42:18) M. Koivu (57:35)< | 4:0 (2:0, 0:0, 2:0) Spielbericht | Schweden | Colisée Pepsi, Québec City Zuschauer: 12.009 |

Im Spiel um die Bronzemedaille setzte sich Finnland deutlich mit 4:0 gegen Schweden durch. Trotz klarer Überlegenheit der Schweden ging Finnland durch Tore von Antti Pihlström und Janne Niskala mit 2:0 in die erste Drittelpause. Nach einem torlosen Mittelabschnitt waren es im Schlussdrittel erneut die Finnen, die Stefan Liv im schwedischen Tor zweimal überwinden konnte, während Finnlands Torwart Niklas Bäckström die schwedischen Stürmer verzweifeln ließ. Mit dem dritten Platz erreichten die Finnen zum dritten Mal in Folge einen Podiumsplatz bei der Weltmeisterschaft.

#### Finale
| 18. Mai 2008 13:00 Uhr | 18. Mai 2008 19:00 Uhr | Kanada B. Burns (3:54) C. Kunitz (9:17) B. Burns (14:51) D. Heatley (29:56) | 4:5 n. V. (3:1, 1:1, 0:2, 0:1) Spielbericht | Russland A. Sjomin (1:23) A. Sjomin (21:14) A. Tereschtschenko (48:55) I. Kowaltschuk (54:46) I. Kowaltschuk (62:42) | Colisée Pepsi, Québec City Zuschauer: 13.339 |

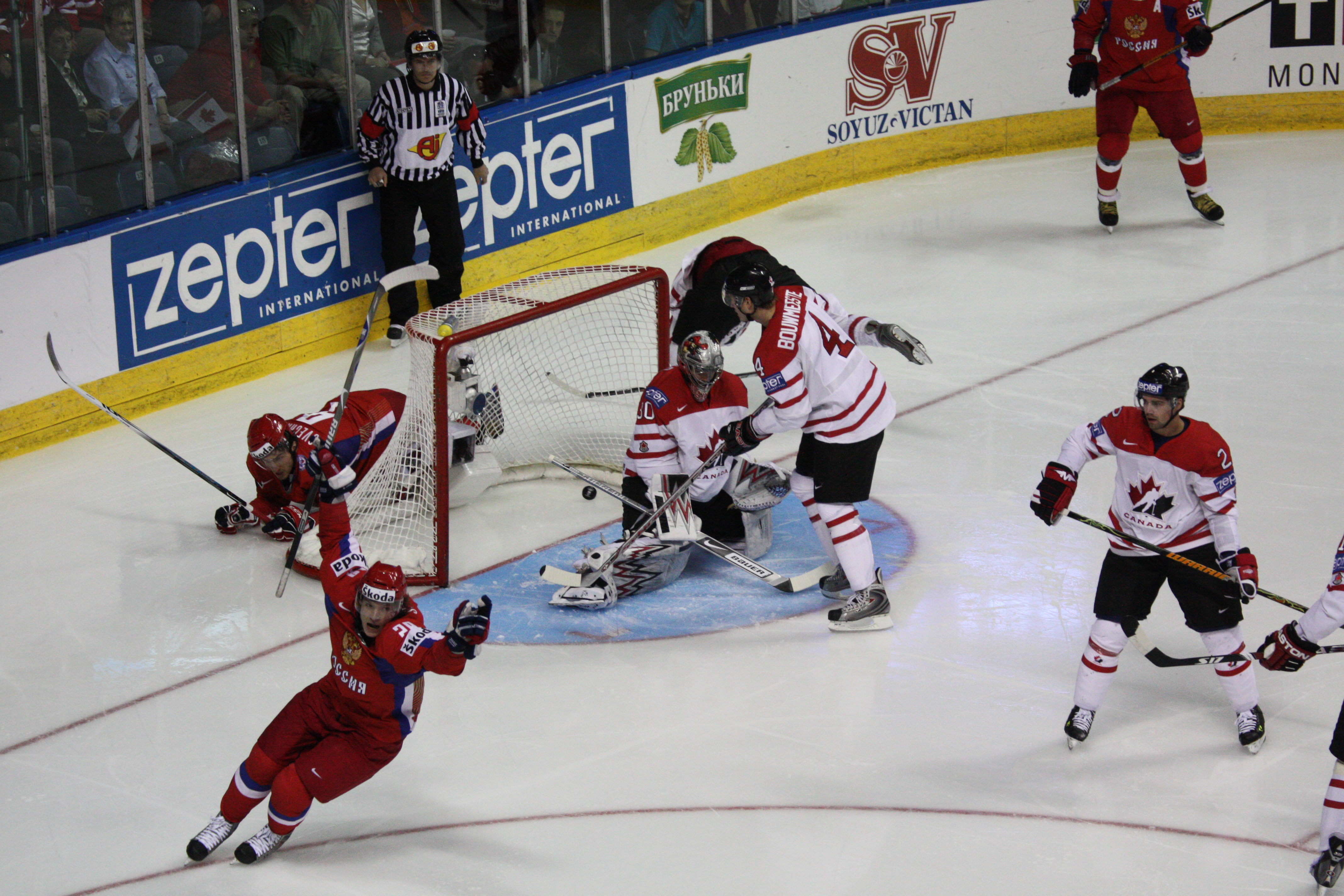
Russlands Alexander Sjomin (links) erzielt das erste Tor des WM-Finales

In einem temporeichen Finale vor 13.339 Zuschauern im Colisée Pepsi sicherte sich die russische Nationalmannschaft mit einem 5:4-Sieg in der Overtime ihren ersten Titel bei einer Weltmeisterschaft seit 1993.
Das kanadische Team, das viele Spieler aus der National Hockey League einsetzte, ging als großer Favorit in die Partie. Es vertraute vor allem auf den breiten Kader mit der Sturmreihe um Ryan Getzlaf, Dany Heatley und Rick Nash. Die Russen bauten ebenfalls auf ihre in Nordamerika tätigen Spieler, in ihrer ersten Sturmreihe setzten sie unter anderem Alexander Owetschkin, Sergei Fjodorow und Alexander Sjomin ein. Im Tor des russischen Teams stand Jewgeni Nabokow.
Bereits in der zweiten Spielminute gingen die Russen durch Alexander Sjomin, der von seinen beiden Sturmpartnern Owetschkin und Fjodorow in Szene gesetzt worden war, in Führung. Die Kanadier glichen jedoch knapp zweieinhalb Minuten später, nach Ablauf einer Überzahlsituation, durch einen verdeckten Schlagschuss von Brent Burns aus. In der Folge des ersten Drittels schnürte das kanadische Team seinen Gegner in dessen Drittel ein. Dabei schwächte sich die russische Mannschaft durch Fouls und die daraufhin für einzelne Spieler verhängten Zeitstrafen immer wieder selbst. Chris Kunitz war es schließlich, der Kanada nach einem Puckverlust der Russen in der neutralen Zone in Führung brachte. Fünf Minuten später erhöhte Burns mit seinem zweiten Treffer in einer 5-gegen-3-Überzahl auf 3:1. Mit diesem Ergebnis gingen beide Mannschaften in die erste Pause. Kurz nach der Pause verkürzten die Russen durch Sjomin auf 2:3, mussten jedoch in der 30. Spielminute durch Dany Heatleys zwölften Turniertreffer einen erneuten Zwei-Tore-Rückstand hinnehmen. Im Schlussdurchgang agierten die Russen größtenteils mit der Überlegenheit, mit der die Kanadier zu Beginn des Spiels geglänzt hatten. Zunächst gelang Alexei Tereschtschenko elf Minuten vor dem Ende der Partie der Anschlusstreffer zum 3:4. Ilja Kowaltschuk, dem im gesamten Turnierverlauf kein Treffer gelungen war, glich die Partie knapp sechs Minuten später aus. Beim Stande von 4:4 ging es in die Verlängerung, in der dem russischen Team bereits früh ein Powerplay zugesprochen wurde, da der Kanadier Rick Nash den Puck regelwidrig aus dem Spielfeld befördert hatte. In Überzahl gelang Kowaltschuk schließlich der 5:4-Siegtreffer für Russland.

### Statistik

#### Beste Scorer
Abkürzungen: Sp = Spiele, T = Tore, V = Assists, Pkt = Punkte, +/− = Plus/Minus, SM = Strafminuten; Fett: Turnierbestwert
| Spieler              | Mannschaft | Sp | T  | V  | Pkt | +/− | SM |
| -------------------- | ---------- | -- | -- | -- | --- | --- | -- |
| Dany Heatley         | Kanada     | 9  | 12 | 8  | 20  | +13 | 4  |
| Ryan Getzlaf         | Kanada     | 9  | 3  | 11 | 14  | +10 | 10 |
| Rick Nash            | Kanada     | 9  | 6  | 7  | 13  | +9  | 6  |
| Alexander Sjomin     | Russland   | 9  | 6  | 7  | 13  | +11 | 8  |
| Mattias Weinhandl    | Schweden   | 9  | 5  | 8  | 13  | +9  | 2  |
| Alexander Owetschkin | Russland   | 9  | 6  | 6  | 12  | +11 | 8  |
| Sergei Fjodorow      | Russland   | 9  | 5  | 7  | 12  | +10 | 8  |
| Mike Green           | Kanada     | 9  | 4  | 8  | 12  | +2  | 2  |
| Phil Kessel          | USA        | 7  | 6  | 4  | 10  | +4  | 6  |
| Derek Roy            | Kanada     | 9  | 5  | 5  | 10  | +4  | 6  |

#### Beste Torhüter
Abkürzungen: Sp = Spiele, Min = Eiszeit (in Minuten), GT = Gegentore, SO = Shutouts, GAA = Gegentorschnitt, Sv% = Fangquote; Fett: Turnierbestwert
| Spieler          | Mannschaft | Sp | Min    | GT | SO | GAA  | Sv%   |
| ---------------- | ---------- | -- | ------ | -- | -- | ---- | ----- |
| Robert Esche     | USA        | 4  | 198:03 | 7  | 0  | 2,12 | 93,14 |
| Jewgeni Nabokow  | Russland   | 5  | 302:42 | 9  | 2  | 1,78 | 92,86 |
| Pascal Leclaire  | Kanada     | 4  | 240:00 | 8  | 1  | 2,00 | 92,52 |
| Niklas Bäckström | Finnland   | 8  | 483:22 | 17 | 1  | 2,11 | 92,20 |
| Wital Kowal      | Belarus    | 6  | 370:49 | 19 | 0  | 3,07 | 91,24 |

### Abschlussplatzierungen
Die Platzierungen ergeben sich nach folgenden Kriterien:
- Plätze 1 bis 4: Ergebnisse im Finale sowie im Spiel um Platz 3
- Plätze 5 bis 8 (Verlierer der Viertelfinalpartien): nach Platzierung – dann Punkten, dann Tordifferenz in der Zwischenrunde
- Plätze 9 bis 12 (5. und 6. in der Zwischenrunde): nach Platzierung – dann Punkten, dann Tordifferenz in der Zwischenrunde
- Plätze 13 bis 16 (Abstiegsrunde): nach Sieg oder Niederlage in der Abstiegsrunde – dann Punkten, dann Tordifferenz in der Vorrunde

| RF | Team        |
| -- | ----------- |
| 1  | Russland    |
| 2  | Kanada      |
| 3  | Finnland    |
| 4  | Schweden    |
| 5  | Tschechien  |
| 6  | USA         |
| 7  | Schweiz     |
| 8  | Norwegen    |
| 9  | Belarus     |
| 10 | Deutschland |
| 11 | Lettland    |
| 12 | Dänemark    |
| 13 | Slowakei    |
| 14 | Frankreich  |
| 15 | Slowenien   |
| 16 | Italien     |

### Titel, Auf- und Abstieg
| Weltmeister Russland | Maxim Afinogenow, Michail Birjukow, Sergei Fjodorow, Konstantin Gorowikow, Denis Grebeschkow, Alexander Jerjomenko, Dmitri Kalinin, Konstantin Kornejew, Ilja Kowaltschuk, Andrei Markow, Daniil Markow, Alexei Morosow, Sergei Mosjakin, Jewgeni Nabokow, Ilja Nikulin, Alexander Owetschkin, Witali Proschkin, Alexander Radulow, Danis Saripow, Sergei Sinowjew, Alexander Sjomin, Maxim Suschinski, Alexei Tereschtschenko, Fjodor Tjutin, Dmitri Worobjow Trainer: Wjatscheslaw Bykow |
| Silber Kanada        | Jay Bouwmeester, Brent Burns, Jason Chimera, Shane Doan, Sam Gagner, Ryan Getzlaf, Mike Green, Dan Hamhuis, Dany Heatley, Ed Jovanovski, Duncan Keith, Chris Kunitz, Pascal Leclaire, Jamal Mayers, Rick Nash, Derek Roy, Patrick Sharp, Jason Spezza, Martin St. Louis, Eric Staal, Steve Staios, Jonathan Toews, Cam Ward Trainer: Ken Hitchcock Ohne Einsatz: Mathieu Garon, Mark Giordano                                                                                              |
| Bronze Finnland      | Niklas Bäckström, Sean Bergenheim, Riku Hahl, Hannes Hyvönen, Mikko Jokela, Jussi Jokinen, Olli Jokinen, Niko Kapanen, Ville Koistinen, Mikko Koivu, Saku Koivu, Sami Lepistö, Mikko Luoma, Antti-Jussi Niemi, Janne Niskala, Ville Peltonen, Antti Pihlström, Esa Pirnes, Mika Pyörälä, Karri Rämö, Tuomo Ruutu, Anssi Salmela, Teemu Selänne, Ossi Väänänen, Petri Vehanen Trainer: Doug Shedden                                                                                         |

| Absteiger in die Division I:    | Italien, Slowenien |
| Aufsteiger in die Top-Division: | Österreich, Ungarn |

### Auszeichnungen
Spielertrophäen
| Auszeichnung         | Spieler         | Team     |
| -------------------- | --------------- | -------- |
| Wertvollster Spieler | Dany Heatley    | Kanada   |
| Bester Torhüter      | Jewgeni Nabokow | Russland |
| Bester Verteidiger   | Brent Burns     | Kanada   |
| Bester Stürmer       | Dany Heatley    | Kanada   |

All-Star Team
| Angriff:      | Alexander Owetschkin – Dany Heatley – Rick Nash |
| Verteidigung: | Tomáš Kaberle – Mike Green                      |
| Tor:          | Jewgeni Nabokow                                 |

## Division I

### Gruppe A in Innsbruck, Österreich
Das Weltmeisterschaftsturnier der Gruppe A in der Division I fand vom 13. bis zum 19. April 2008 in Innsbruck in Österreich statt. Alle Spiele wurden in der Tiroler Wasserkraft Arena ausgetragen, die Platz für 3.200 Zuschauer bietet.
Österreich schaffte nach dem Abstieg bei der Weltmeisterschaft 2007 ohne Punkteverlust den sofortigen Wiederaufstieg in die Top-Division. Aufsteiger Südkorea stieg wieder in die Division II ab.
| 13. April 2008 13:30 Uhr | Niederlande J. Schaafsma (13:31) J. Schaafsma (28:52) B. Willemse (47:31) | 3:6 (1:3, 1:0, 1:3) Spielbericht | Kasachstan A. Sawtschenko (3:52) I. Solarjow (9:57) M. Beljajew (19:47) L. Krutochwostow (41:59) L. Krutochwostow (45:07) A. Wjatkin (59:35) | Tiroler Wasserkraft Arena, Innsbruck Zuschauer: 1.354 |

| 13. April 2008 17:00 Uhr | Großbritannien G. Chambers (26:14) | 1:2 n. P. (0:1, 1:0, 0:0, 0:0, 0:1) Spielbericht | Polen M. Urbanowicz (15:11) K. Zapała (PS) | Tiroler Wasserkraft Arena, Innsbruck Zuschauer: 2.490 |

| 13. April 2008 20:30 Uhr | Südkorea | 0:8 (0:3, 0:4, 0:1) Spielbericht | Österreich C. Brandner (1:48) R. Kaspitz (4:27) D. Kalt (17:23) T. Koch (24:23) T. Raffl (28:17) C. Brandner (32:59) O. Setzinger (35:38) M. Oraže (40:52) | Tiroler Wasserkraft Arena, Innsbruck Zuschauer: 3.200 |

| 14. April 2008 13:30 Uhr | Polen L. Laszkiewicz (3:35) M. Kolusz (11:54) L. Laszkiewicz (24:25) A. Labryga (40:56) M. Urbanowicz (42:09) A. Borzęcki (51:53) | 6:4 (2:2, 1:1, 3:1) Spielbericht | Niederlande N. de Jong (10:29) M. Korthuis (19:59) D. Stienstra (27:49) B. Smulders (59:55) | Tiroler Wasserkraft Arena, Innsbruck Zuschauer: 1.090 |

| 14. April 2008 17:00 Uhr | Kasachstan A. Lakisa (2:04) A. Gawrilin (15:37) J. Fadejew (39:25) A. Gawrilin (44:09) A. Woronzow (45:20) | 5:1 (2:0, 1:0, 2:1) Spielbericht | Südkorea Kim K.-s. (52:45) | Tiroler Wasserkraft Arena, Innsbruck Zuschauer: 1.270 |

| 14. April 2008 20:30 Uhr | Österreich M. Pewal (2:55) R. Kaspitz (8:23) G. Gruber (13:21) O. Setzinger (16:04) T. Koch (23:38) G. Unterluggauer (25:59) T. Vanek (33:33) T. Vanek (41:07) O. Setzinger (42:08) T. Vanek (49:46) | 10:5 (4:3, 3:0, 3:2) Spielbericht | Großbritannien G. Chambers (7:55) A. Tait (14:23) T. Watkins (17:57) J. Weaver (42:52) D. Clarke (56:17) | Tiroler Wasserkraft Arena, Innsbruck Zuschauer: 3.200 |

| 16. April 2008 13:30 Uhr | Südkorea Cho M.-h. (50:43) | 1:4 (0:1, 0:1, 1:2) Spielbericht | Großbritannien D. Clarke (1:29) D. Longstaff (31:39) D. Meyers (46:52) A. Tait (58:13) | Tiroler Wasserkraft Arena, Innsbruck Zuschauer: 897 |

| 16. April 2008 17:00 Uhr | Polen K. Zapała (40:49) L. Laszkiewicz (48:27) M. Jaros (56:30) | 3:4 n. P. (0:1, 0:1, 3:1, 0:0, 0:1) Spielbericht | Kasachstan A. Gawrilin (9:40) A. Spiridonow (22:17) J. Uschkow (44:20) K. Kassatkin (PS) | Tiroler Wasserkraft Arena, Innsbruck Zuschauer: 2.132 |

| 16. April 2008 20:30 Uhr | Österreich P. Lukas (20:57) C. Brandner (43:58) D. Kalt (47:01) T. Vanek (52:48) T. Vanek (54:08) | 5:1 (0:0, 1:1, 4:0) Spielbericht | Niederlande D. Stienstra (33:58) | Tiroler Wasserkraft Arena, Innsbruck Zuschauer: 3.200 |

| 18. April 2008 13:30 Uhr | Großbritannien G. Owen (5:36) J. Phillips (11:15) G. Owen (28:34) J. Weaver (34:04) G. Chambers (36:25) T. Watkins (37:45) G. Chambers (40:36) G. Owen (47:59) | 8:1 (2:0, 4:0, 2:1) Spielbericht | Niederlande B. Teunissen (59:02) | Tiroler Wasserkraft Arena, Innsbruck Zuschauer: 1.249 |

| 18. April 2008 17:00 Uhr | Polen K. Zapała (26:27) M. Jaros (37:15) J. Różański (50:54) S. Kowalówka (56:39) | 4:1 (0:0, 2:1, 2:0) Spielbericht | Südkorea Kim K.-h. (24:18) | Tiroler Wasserkraft Arena, Innsbruck Zuschauer: 2.005 |

| 18. April 2008 20:30 Uhr | Kasachstan L. Krutochwostow (13:34) A. Ogorodnikow (30:50) W. Kolesnikow (46:59) | 3:4 (1:1, 1:2, 1:1) Spielbericht | Österreich M. Ulrich (1:14) D. Kalt (30:07) D. Welser (35:54) C. Brandner (56:51) | Tiroler Wasserkraft Arena, Innsbruck Zuschauer: 3.200 |

| 19. April 2008 13:30 Uhr | Niederlande C. van Schagen (3:56) M. Kars (15:43) J. Schaafsma (26:53) B. Smulders (30:18) D. Stienstra (58:59) J. Schaafsma (64:23) | 6:5 n. V. (2:1, 2:3, 1:1, 1:0) Spielbericht | Südkorea Cho M.-h. (2:52) Park W.-s. (28:07) Cho M.-h. (33:30) Lee Y.-j. (37:11) Kim K.-s. (53:05) | Tiroler Wasserkraft Arena, Innsbruck Zuschauer: 1.890 |

| 19. April 2008 17:00 Uhr | Kasachstan A. Spiridonow (12:34) A. Spiridonow (54:42) A. Wjatkin (55:14) | 3:1 (1:1, 0:0, 2:0) Spielbericht | Großbritannien D. Clarke (6:28) | Tiroler Wasserkraft Arena, Innsbruck Zuschauer: 2.400 |

| 19. April 2008 20:30 Uhr | Österreich J. Rebek (11:31) D. Kalt (23:13) G. Unterluggauer (23:36) D. Kalt (26:45) D. Welser (31:55) P. Lukas (39:10) G. Unterluggauer (50:04) | 7:3 (1:1, 5:0, 1:2) Spielbericht | Polen M. Kolusz (13:00) M. Urbanowicz (45:00) A. Labryga (51:53) | Tiroler Wasserkraft Arena, Innsbruck Zuschauer: 3.200 |

| Pl. |                | Sp | S | OTS | OTN | N | Tore  | Punkte |
| 1.  | Österreich     | 5  | 5 | 0   | 0   | 0 | 34:12 | 15     |
| 2.  | Kasachstan     | 5  | 3 | 1   | 0   | 1 | 21:12 | 11     |
| 3.  | Polen          | 5  | 2 | 1   | 1   | 1 | 18:17 | 9      |
| 4.  | Großbritannien | 5  | 2 | 0   | 1   | 2 | 19:17 | 7      |
| 5.  | Niederlande    | 5  | 0 | 1   | 0   | 4 | 15:30 | 2      |
| 6.  | Südkorea       | 5  | 0 | 0   | 1   | 4 | 08:27 | 1      |

Abkürzungen: Pl. = Platz, Sp = Spiele, S = Siege, OTS = Siege nach Verlängerung (Overtime) oder Penaltyschießen, OTN = Niederlagen nach Verlängerung oder Penaltyschießen, N = Niederlagen

Erläuterungen: Aufsteiger in die Top-Division, Absteiger in die Division II

#### Division-I-Siegermannschaft
| Division-I-Aufsteiger Österreich | Christoph Brandner, Bernd Brückler, Gerd Gruber, Dieter Kalt, Roland Kaspitz, Thomas Koch, Philippe Lakos, Philipp Lukas, Robert Lukas, Martin Oraže, Markus Peintner, Jürgen Penker, Marco Pewal, Thomas Raffl, Jeremy Rebek, Oliver Setzinger, Matthias Trattnig, Martin Ulrich, Gerhard Unterluggauer, Thomas Vanek, Daniel Welser, Darcy Werenka Trainer: Lars Bergström |

### Gruppe B in Sapporo, Japan
Das Turnier der Gruppe B der Division I wurde ebenfalls vom 13. bis 19. April 2008 ausgetragen und fand im japanischen Sapporo statt. Die Spielstätte war die Tsukisamu-Sporthalle, die eine Kapazität von 3.000 Plätzen hat.
Der Mannschaft Ungarns gelang nach fast 70 Jahren Abstinenz der Wiederaufstieg in die WM-Gruppe, nachdem man zuletzt 1939 an einem Weltmeisterschaftsturnier teilnahm. Dem Favoriten und Vorjahresabsteiger Ukraine blieb nur der zweite Platz; Estland stieg in die Division II ab.
| 13. April 2008 13:00 Uhr (Ortszeit) | 13. April 2008 6:00 Uhr (MESZ) | Kroatien | 0:4 (0:1, 0:1, 0:2) Spielbericht | Ukraine J. Djatschenko (8:42) D. Zyrul (33:48) W. Schachrajtschuk (52:06) O. Karaulschtschuk (52:27) | Tsukisamu-Sporthalle, Sapporo Zuschauer: 593 |

| 13. April 2008 16:30 Uhr | 13. April 2008 9:30 Uhr | Estland M. Ivanov (3:05) A. Makrov (24:36) A. Polozov (34:03) | 3:5 (1:2, 2:1, 0:2) Spielbericht | Ungarn M. Vas (7:48) M. Vas (11:10) C. Kovács (39:04) C. Kovács (45:30) D. Fekete (51:03) | Tsukisamu-Sporthalle, Sapporo Zuschauer: 978 |

| 13. April 2008 20:00 Uhr | 13. April 2008 13:00 Uhr | Litauen | 0:5 (0:4, 0:0, 0:1) Spielbericht | Japan Y. Kon (4:23) M. Nishiwaki (9:09) S. Satō (12:55) D. Mitani (18:02) R. Kawai (41:28) | Tsukisamu-Sporthalle, Sapporo Zuschauer: 708 |

| 14. April 2008 13:00 Uhr | 14. April 2008 6:00 Uhr | Ukraine D. Zyrul (28:58) J. Nawarenko (37:39) R. Salnykow (59:27) | 3:1 (0:0, 2:1, 1:0) Spielbericht | Estland A. Makrov (22:15) | Tsukisamu-Sporthalle, Sapporo Zuschauer: 195 |

| 14. April 2008 16:30 Uhr | 14. April 2008 9:30 Uhr | Ungarn M. Vas (10:11) G. Ocskay (11:31) K. Palkovics (29:22) C. Kovács (36:31) G. Ocskay (58:37) B. Ladányi (59:31) | 6:0 (2:0, 2:0, 2:0) Spielbericht | Litauen | Tsukisamu-Sporthalle, Sapporo Zuschauer: 363 |

| 14. April 2008 20:00 Uhr | 14. April 2008 13:00 Uhr | Japan D. Mitani (8:34) D. Obara (41:05) T. Suzuki (56:24) | 3:0 (1:0, 0:0, 2:0) Spielbericht | Kroatien | Tsukisamu-Sporthalle, Sapporo Zuschauer: 1.145 |

| 16. April 2008 13:00 Uhr | 16. April 2008 6:00 Uhr | Kroatien M. Lovrenčić (39:01) M. Novak (PS) | 2:1 n. P. (0:1, 1:0, 0:0, 0:0, 1:0) Spielbericht | Estland I. Urushev (13:30) | Tsukisamu-Sporthalle, Sapporo Zuschauer: 153 |

| 16. April 2008 16:30 Uhr | 16. April 2008 9:30 Uhr | Ukraine W. Schachrajtschuk (0:47) K. Kasjantschuk (8:15) A. Srjubko (10:43) O. Materuchin (16:01) S. Klymentjew (29:25) R. Salnykow (51:37) | 6:1 (4:0, 1:1, 1:0) Spielbericht | Litauen T. Kumeliauskas (35:47) | Tsukisamu-Sporthalle, Sapporo Zuschauer: 438 |

| 16. April 2008 20:00 Uhr | 16. April 2008 13:00 Uhr | Ungarn B. Ladányi (26:45) K. Palkovics (27:46) G. Ocskay (33:50) K. Palkovics (59:25) | 4:2 (0:0, 3:1, 1:1) Spielbericht | Japan S. Satō (37:37) M. Nishiwaki (45:59) | Tsukisamu-Sporthalle, Sapporo Zuschauer: 1.363 |

| 18. April 2008 13:00 Uhr | 18. April 2008 6:00 Uhr | Estland M. Ivanov (38:00) | 1:4 (0:1, 1:1, 0:2) Spielbericht | Litauen M. Kieras (18:41) D. Lelėnas (22:00) D. Vaiciukevičius (44:08) E. Bauba (59:47) | Tsukisamu-Sporthalle, Sapporo Zuschauer: 238 |

| 18. April 2008 16:30 Uhr | 18. April 2008 9:30 Uhr | Ungarn I. Peterdi (35:01) K. Palkovics (46:01) K. Palkovics (49:45) | 3:0 (0:0, 1:0, 2:0) Spielbericht | Kroatien | Tsukisamu-Sporthalle, Sapporo Zuschauer: 541 |

| 18. April 2008 20:00 Uhr | 18. April 2008 13:00 Uhr | Japan T. Suzuki (24:59) T. Kamino (36:49) | 2:3 n. P. (0:0, 2:2, 0:0, 0:0, 0:1) Spielbericht | Ukraine K. Kasjantschuk (20:42) S. Warlamow (39:09) D. Zyrul (PS) | Tsukisamu-Sporthalle, Sapporo Zuschauer: 1.879 |

| 19. April 2008 13:00 Uhr | 19. April 2008 6:00 Uhr | Litauen D. Kulevičius (21:13) M. Kieras (44:10) D. Kulevičius (45:40) D. Lelėnas (58:18) | 4:3 (0:2, 1:0, 3:1) Spielbericht | Kroatien T. Čunko (14:35) V. Žibret (15:20) K. Švigir (47:17) | Tsukisamu-Sporthalle, Sapporo Zuschauer: 989 |

| 19. April 2008 16:30 Uhr | 19. April 2008 9:30 Uhr | Japan T. Saitō (2:14) A. Keller (3:32) D. Obara (6:15) D. Mitani (11:48) D. Mitani (21:01) T. Saitō (41:43) Y. Kon (44:05) | 7:3 (4:2, 1:0, 2:1) Spielbericht | Estland M. Ivanov (0:36) A. Makrov (9:44) A. Sibirtsev (48:57) | Tsukisamu-Sporthalle, Sapporo Zuschauer: 2.386 |

| 19. April 2008 20:00 Uhr | 19. April 2008 13:00 Uhr | Ukraine O. Blahoj (37:04) W. Sementschenko (37:47) | 2:4 (0:2, 2:1, 0:1) Spielbericht | Ungarn J. Vas (10:27) K. Palkovics (19:32) I. Peterdi (21:46) M. Vas (59:19) | Tsukisamu-Sporthalle, Sapporo Zuschauer: 2.544 |

| Pl. |          | Sp | S | OTS | OTN | N | Tore  | Punkte |
| 1.  | Ungarn   | 5  | 5 | 0   | 0   | 0 | 22:07 | 15     |
| 2.  | Ukraine  | 5  | 3 | 1   | 0   | 1 | 18:08 | 11     |
| 3.  | Japan    | 5  | 3 | 0   | 1   | 1 | 19:10 | 10     |
| 4.  | Litauen  | 5  | 2 | 0   | 0   | 3 | 09:21 | 6      |
| 5.  | Kroatien | 5  | 0 | 1   | 0   | 4 | 05:15 | 2      |
| 6.  | Estland  | 5  | 0 | 0   | 1   | 4 | 09:21 | 1      |

Abkürzungen: Pl. = Platz, Sp = Spiele, S = Siege, OTS = Siege nach Verlängerung (Overtime) oder Penaltyschießen, OTN = Niederlagen nach Verlängerung oder Penaltyschießen, N = Niederlagen

Erläuterungen: Aufsteiger in die Top-Division, Absteiger in die Division II

#### Division-I-Siegermannschaft
| Division-I-Aufsteiger Ungarn | András Benk, Omar Ennaffati, Dániel Fekete, Tamás Gröschl, Zoltán Hetényi, Roger Holéczy, András Horváth, Balázs Kangyal, Csaba Kovács, Balázs Ladányi, Gergely Majoross, Gábor Ocskay, Krisztián Palkovics, Imre Peterdi, Tamás Sille, Bence Svasznek, Viktor Szélig, Levente Szuper, Viktor Tokaji, János Vas, Márton Vas, Artyom Vaszjunyin Trainer: Pat Cortina |

### Auf- und Abstieg
| Absteiger aus der Top-Division: | Italien, Slowenien   |
| Aufsteiger in die Top-Division: | Österreich, Ungarn   |
| Absteiger in die Division II:   | Estland, Südkorea    |
| Aufsteiger aus der Division II: | Australien, Rumänien |

## Division II

### Gruppe A in Miercurea Ciuc, Rumänien
Vom 7. bis zum 13. April 2008 fand in Miercurea Ciuc in Rumänien das Weltmeisterschaftsturnier der Gruppe A in der Division II statt. Die Spiele wurden in der Arena Vákár Lajos Műjégpálya ausgetragen, die 4.000 Zuschauern Platz bietet.
Gastgeber Rumänien gelang souverän der Aufstieg in die Division I, während Aufsteiger Irland punktlos wieder in die Division III abstieg.
| 7. April 2008 13:30 Uhr | Irland G. MacNeill (6:21) | 1:13 (1:2, 0:3, 0:8) Spielbericht | Serbien M. Kovačević (17:31) A. Košić (18:45) A. Košić (20:59) M. Kovačević (32:46) I. Tumbas (33:03) M. Kovačević (41:46) A. Košić (44:52) D. Nadaški (45:35) M. Kovačević (52:31) B. Ziđarević (54:51) A. Košić (55:24) P. Milosavljević (55:40) B. Janković (57:01) | Vákár Lajos Műjégpálya, Miercurea Ciuc Zuschauer: 110 |

| 7. April 2008 17:00 Uhr | Belgien V. Morgan (3:13) V. Morgan (5:38) S. Lipsonen (11:00) D. Geerts (13:35) S. Van Buren (31:05) B. Vercammen (41:58) V. Morgan (56:09) M. Morgan (56:46) | 8:1 (4:0, 1:1, 3:0) Spielbericht | Bulgarien P. Chadschitonew (35:55) | Vákár Lajos Műjégpálya, Miercurea Ciuc Zuschauer: 120 |

| 7. April 2008 20:30 Uhr | Israel | 0:13 (0:4, 0:5, 0:4) Spielbericht | Rumänien M. Petres (12:15) A. Góga (14:44) A. Borsos (18:14) R. Péter (19:00) Z. Antal (22:02) I. Timaru (26:40) A. Borsos (30:36) E. Mihály (36:06) M. Petres (38:50) E. Mihály (42:10) C. Virág (45:51) L. Vargyas (51:40) Z. Antal (56:40) | Vákár Lajos Műjégpálya, Miercurea Ciuc Zuschauer: 700 |

| 8. April 2008 13:30 Uhr | Bulgarien A. Jotow (2:23) A. Jotow (7:40) S. Simeonow (21:05) B. Blagoew (43:20) A. Jotow (52:48) R. Morgunow (54:33) A. Jotow (55:36) | 7:4 (2:1, 1:1, 4:2) Spielbericht | Irland M. Morrison (18:36) M. Morrison (24:48) M. Morrison (40:36) A. McCaul-Coxner (45:49) | Vákár Lajos Műjégpálya, Miercurea Ciuc Zuschauer: 70 |

| 8. April 2008 17:00 Uhr | Rumänien E. Mihály (8:28) L. Zsók (8:50) A. Borsos (15:06) A. Borsos (20:57) E. Moldován (25:58) Z. Antal (30:17) I. Timaru (39:47) A. Borsos (40:29) A. Borsos (48:43) I. Timaru (57:53) | 10:0 (3:0, 4:0, 3:0) Spielbericht | Serbien | Vákár Lajos Műjégpálya, Miercurea Ciuc Zuschauer: 350 |

| 8. April 2008 20:30 Uhr | Belgien M. Morgan (10:44) D. Geerts (11:05) V. Morgan (20:45) D. Geerts (29:08) V. Morgan (39:19) V. Morgan (56:09) | 6:3 (2:2, 3:1, 1:0) Spielbericht | Israel E. Oosterhuis (0:57) E. Oosterhuis (16:39) S. Levy (33:38) | Vákár Lajos Műjégpálya, Miercurea Ciuc Zuschauer: 60 |

| 10. April 2008 13:30 Uhr | Belgien N. de Herdt (0:51) S. Van Buren (2:24) B. Vercammen (15:34) S. Van Buren (24:02) S. Van Buren (27:49) B. Vercammen (32:40) D. Steijnen (33:07) N. de Herdt (40:51) S. Van Buren (56:53) | 9:1 (3:0, 4:1, 2:0) Spielbericht | Irland S. Hamill (21:44) | Vákár Lajos Műjégpálya, Miercurea Ciuc Zuschauer: 90 |

| 10. April 2008 17:00 Uhr | Israel M. Birbrajer (8:03) | 1:4 (1:0, 0:3, 0:1) Spielbericht | Serbien D. Pajić (29:38) S. Ilić (33:04) B. Gabrić (39:23) M. Sretović (54:12) | Vákár Lajos Műjégpálya, Miercurea Ciuc Zuschauer: 80 |

| 10. April 2008 20:30 Uhr | Rumänien A. Góga (0:15) I. Timaru (3:19) M. Petres (9:02) R. Péter (12:48) C. Virág (15:11) C. Geru (16:54) E. Moldován (18:02) L. Vargyas (24:27) C. Geru (34:23) A. Borsos (34:59) A. Góga (36:51) M. Petres (50:36) R. Péter (51:57) J. Adorján (55:23) A. Góga (57:29) R. Lupașcu (59:40) | 16:0 (7:0, 4:0, 5:0) Spielbericht | Bulgarien | Vákár Lajos Műjégpálya, Miercurea Ciuc Zuschauer: 400 |

| 11. April 2008 13:30 Uhr | Serbien D. Nadaški (5:14) M. Kovačević (8:12) A. Košić (13:23) M. Sretović (38:07) | 4:5 n. P. (3:1, 1:2, 0:1, 0:0, 0:1) Spielbericht | Belgien B. Vercammen (19:04) W. Szarzynski (23:51) S. Lipsonen (30:28) D. Steijnen (53:49) N. de Herdt (PS) | Vákár Lajos Műjégpálya, Miercurea Ciuc Zuschauer: 70 |

| 11. April 2008 17:00 Uhr | Bulgarien M. Bojadschiew (0:43) M. Milanow (25:08) B. Blagoew (48:02) R. Stefanow (49:45) | 4:5 n. V. (1:2, 1:0, 2:2, 0:1) Spielbericht | Israel Y. Kniter (17:30) S. Frenkel (19:09) A. Geller (41:55) R. Larin (46:48) M. Birbrajer (60:28) | Vákár Lajos Műjégpálya, Miercurea Ciuc Zuschauer: 90 |

| 22. April 2008 20:30 Uhr | Irland A. McCaul-Coxner (23:46) | 1:21 (0:7, 1:5, 0:9) Spielbericht | Rumänien R. Péter (3:55) C. Geru (5:40) R. Péter (7:18) I. Timaru (12:14) J. Adorján (15:34) M. Petres (18:03) C. Flueraș (19:33) A. Borsos (20:42) C. Virág (21:50) J. Adorján (28:23) B. Flinta (31:04) A. Góga (35:18) A. Góga (40:53) L. Zsók (44:12) C. Geru (52:45) C. Geru (54:15) M. Petres (55:20) R. Péter (55:43) J. Adorján (56:36) L. Vargyas (59:04) E. Moldován (59:50) | Vákár Lajos Műjégpálya, Miercurea Ciuc Zuschauer: 400 |

| 13. April 2008 13:30 Uhr | Serbien M. Sretović (4:31) M. Kovačević (6:41) P. Milosavljević (7:04) B. Ziđarević (9:37) M. Kovačević (15:01) B. Janković (19:59) P. Milosavljević (22:04) A. Košić (28:16) B. Janković (28:30) N. Raković (31:08) B. Janković (34:25) | 11:2 (6:0, 5:0, 0:2) Spielbericht | Bulgarien G. Mladenow (51:21) B. Blagoew (59:17) | Vákár Lajos Műjégpálya, Miercurea Ciuc Zuschauer: 50 |

| 13. April 2008 17:00 Uhr | Israel M. Birbrajer (14:05) O. Zamir (17:47) M. Birbrajer (23:29) A. Geller (25:52) E. Oosterhuis (34:13) S. Frenkel (35:48) M. Birbrajer (55:24) | 7:1 (2:0, 4:1, 1:0) Spielbericht | Irland G. Martin (29:32) | Vákár Lajos Műjégpálya, Miercurea Ciuc Zuschauer: 60 |

| 13. April 2008 20:30 Uhr | Rumänien J. Adorján (10:02) I. Timaru (18:15) I. Timaru (20:51) M. Petres (48:33) A. Borsos (58:01) | 5:1 (2:1, 1:0, 2:0) Spielbericht | Belgien M. Morgan (16:21) | Vákár Lajos Műjégpálya, Miercurea Ciuc Zuschauer: 1.100 |

| Pl. |           | Sp | S | OTS | OTN | N | Tore  | Punkte |
| 1.  | Rumänien  | 5  | 5 | 0   | 0   | 0 | 65:02 | 15     |
| 2.  | Belgien   | 5  | 3 | 1   | 0   | 1 | 29:14 | 11     |
| 3.  | Serbien   | 5  | 3 | 0   | 1   | 1 | 32:19 | 10     |
| 4.  | Israel    | 5  | 1 | 1   | 0   | 3 | 16:28 | 5      |
| 5.  | Bulgarien | 5  | 1 | 0   | 1   | 3 | 14:44 | 4      |
| 6.  | Irland    | 5  | 0 | 0   | 0   | 5 | 08:57 | 0      |

Abkürzungen: Pl. = Platz, Sp = Spiele, S = Siege, OTS = Siege nach Verlängerung (Overtime) oder Penaltyschießen, OTN = Niederlagen nach Verlängerung oder Penaltyschießen, N = Niederlagen

Erläuterungen: Aufsteiger in die Division I, Absteiger in die Division III

#### Division-II-Siegermannschaft
| Division-II-Aufsteiger Rumänien | József Adorján, Zsombor Antal, László Basilidesz, Attila Borsos, Adrian Catrinoi Cornea, Botond Flinta, Cosmin Flueraș, Cătălin Geru, Attila Góga, Endre Kósa, Răzvan Lupaşcu, Ede Mihály, Ervin Moldován, Szabolcs Molnár, István Nagy, Róbert Péter, Magor Tivadar Petres, Ioan Timaru, László Vargyas, Csanád Virág, Levente Zsók Trainer: Dušan Kapusta |

### Gruppe B in Newcastle, Australien
Das Turnier der Gruppe B in der Division II fand ebenfalls vom 7. bis 13. April 2008 statt und wurde in Newcastle, Australien ausgetragen. Spielstätte war das Hunter Ice Skating Stadium.
Hier gelang ebenfalls dem Gastgeber Australien der Aufstieg in die Division I. Neuseeland stieg direkt wieder in die Division III ab.
| 7. April 2008 13:00 Uhr (Ortszeit) | 7. April 2008 5:00 Uhr (MESZ) | Spanien D. Almendros (3:15) A. Pedraz (24:51) P. Muñoz (29:17) G. Echevarria (54:17) | 4:5 n. P. (1:0, 2:3, 1:1, 0:0, 0:1) Spielbericht | Volksrepublik China Liu H. (20:57) Wang Z. (21:47) Wang Y. (27:47) Qu Y. (46:13) Zhang W. (PS) | Hunter Ice Skating Stadium, Newcastle Zuschauer: 190 |

| 7. April 2008 16:30 Uhr | 7. April 2008 8:30 Uhr | Neuseeland KC Ball (12:30) B. Lee (29:27) D. Smith (59:47) | 3:6 (1:2, 1:3, 1:1) Spielbericht | Island E. Alengård (5:38) D. Heimisson (17:03) J. Gíslason (21:31) J. Magnússon (23:00) S. Grettisson (35:03) S. Hrafnsson (56:56) | Hunter Ice Skating Stadium, Newcastle Zuschauer: 200 |

| 7. April 2008 20:00 Uhr | 7. April 2008 12:00 Uhr | Australien L. Webster (15:55) A. Clayworth (18:50) G. Oddy (23:29) J. Harding (24:29) G. Oddy (39:59) G. Oddy (53:26) B. Vigon (56:34) | 7:1 (2:0, 3:1, 2:0) Spielbericht | Mexiko B. Arroyo (21:05) | Hunter Ice Skating Stadium, Newcastle Zuschauer: 500 |

| 9. April 2008 13:00 Uhr | 9. April 2008 5:00 Uhr | Volksrepublik China Wang Z. (16:54) Jiang J. (19:22) Wang D. (36:56) Liu Y. (49:33) Jiang J. (PS) | 5:4 n. P. (2:1, 1:1, 1:2, 0:0, 1:0) Spielbericht | Island R. Hedström (10:26) R. Hedström (22:39) R. Hedström (42:07) B. Hansen (54:02) | Hunter Ice Skating Stadium, Newcastle Zuschauer: 100 |

| 9. April 2008 16:30 Uhr | 9. April 2008 8:30 Uhr | Mexiko D. Piñeyro (19:24) B. Arroyo (36:05) | 2:0 (1:0, 1:0, 0:0) Spielbericht | Neuseeland | Hunter Ice Skating Stadium, Newcastle Zuschauer: 150 |

| 9. April 2008 20:00 Uhr | 9. April 2008 12:00 Uhr | Australien V. Rubes (3:31) C. Sekura (22:51) M. Gough (44:32) L. Webster (50:07) L. Webster (57:48) | 5:3 (1:1, 1:2, 3:0) Spielbericht | Spanien P. Muñoz (16:55) P. Muñoz (22:36) A. Roshchyn (36:18) | Hunter Ice Skating Stadium, Newcastle Zuschauer: 543 |

| 10. April 2008 13:00 Uhr | 10. April 2008 5:00 Uhr | Volksrepublik China Liu H. (4:42) Lang B. (28:42) Wang Y. (33:24) Wang Z. (50:05) Zhang W. (50:20) | 5:3 (1:3, 2:0, 2:0) Spielbericht | Mexiko M. Sierra (2:37) E. Glennie (5:31) Ad. Cervantes (6:25) | Hunter Ice Skating Stadium, Newcastle Zuschauer: k. A. |

| 10. April 2008 16:30 Uhr | 10. April 2008 8:30 Uhr | Spanien G. Betran (14:02) A. Roshchyn (25:33) P. Gijón (28:58) J. Muñoz (38:53) | 4:3 (1:0, 3:0, 0:3) Spielbericht | Island D. Eriksson (44:00) S. Hrafnsson (50:06) J. Magnússon (52:17) | Hunter Ice Skating Stadium, Newcastle Zuschauer: 100 |

| 10. April 2008 20:00 Uhr | 10. April 2008 12:00 Uhr | Australien L. Webster (5:58) C. Sekura (26:26) M. Gough (41:10) T. Lovering (43:01) | 4:2 (1:0, 1:2, 2:0) Spielbericht | Neuseeland C. Down (23:06) B. Speirs (31:48) | Hunter Ice Skating Stadium, Newcastle Zuschauer: 705 |

| 12. April 2008 13:00 Uhr | 12. April 2008 5:00 Uhr | Mexiko L. de la Vega (17:03) E. Glennie (32:39) | 2:4 (1:1, 1:2, 0:1) Spielbericht | Spanien A. Roshchyn (1:25) P. Gijón (22:59) G. Betran (38:32) I. Salegui (40:33) | Hunter Ice Skating Stadium, Newcastle Zuschauer: 140 |

| 12. April 2008 16:30 Uhr | 12. April 2008 8:30 Uhr | Neuseeland L. Nowland (1:47) S. Glass (14:55) | 2:6 (2:1, 0:3, 0:2) Spielbericht | Volksrepublik China Du C. (19:14) Li Q. (22:12) Zhang W. (27:46) Wang Z. (36:15) Wang Z. (41:33) Liu Y. (41:49) | Hunter Ice Skating Stadium, Newcastle Zuschauer: 450 |

| 12. April 2008 20:00 Uhr | 12. April 2008 12:00 Uhr | Island | 0:3 (0:1, 0:1, 0:1) Spielbericht | Australien G. Oddy (3:37) G. Oddy (23:50) A. Clayworth (59:29) | Hunter Ice Skating Stadium, Newcastle Zuschauer: 850 |

| 13. April 2008 13:00 Uhr | 13. April 2008 5:00 Uhr | Island J. Magnússon (12:51) B. Hansen (21:13) I. Jónsson (27:28) J. Magnússon (37:38) | 4:6 (1:4, 3:1, 0:1) Spielbericht | Mexiko Ad. Cervantes (2:29) R. Chabat (2:57) B. Arroyo (4:36) B. Arroyo (6:04) Ad. Cervantes (22:32) Ad. Cervantes (58:59) | Hunter Ice Skating Stadium, Newcastle Zuschauer: 150 |

| 13. April 2008 16:30 Uhr | 13. April 2008 8:30 Uhr | Spanien S. Barnola (2:27) A. Gavilánes (34:36) G. Echevarria (47:06) S. Barnola (52:24) S. Barnola (55:07) | 5:4 (1:1, 1:0, 3:3) Spielbericht | Neuseeland B. Lee (14:44) S. Glass (45:56) J. Hay (55:26) B. Lee (55:54) | Hunter Ice Skating Stadium, Newcastle Zuschauer: 420 |

| 13. April 2008 20:00 Uhr | 13. April 2008 12:00 Uhr | Volksrepublik China | 0:1 (0:1, 0:0, 0:0) Spielbericht | Australien L. Webster (10:19) | Hunter Ice Skating Stadium, Newcastle Zuschauer: 875 |

| Pl. |                     | Sp | S | OTS | OTN | N | Tore  | Punkte |
| 1.  | Australien          | 5  | 5 | 0   | 0   | 0 | 20:06 | 15     |
| 2.  | Volksrepublik China | 5  | 2 | 2   | 0   | 1 | 21:14 | 10     |
| 3.  | Spanien             | 5  | 3 | 0   | 1   | 1 | 20:19 | 10     |
| 4.  | Mexiko              | 5  | 2 | 0   | 0   | 3 | 14:20 | 6      |
| 5.  | Island              | 5  | 1 | 0   | 1   | 3 | 17:21 | 4      |
| 6.  | Neuseeland          | 5  | 0 | 0   | 0   | 5 | 11:23 | 0      |

Abkürzungen: Pl. = Platz, Sp = Spiele, S = Siege, OTS = Siege nach Verlängerung (Overtime) oder Penaltyschießen, OTN = Niederlagen nach Verlängerung oder Penaltyschießen, N = Niederlagen

Erläuterungen: Aufsteiger in die Division I, Absteiger in die Division III

#### Division-II-Siegermannschaft
| Division-II-Aufsteiger Australien | Aaron Clayworth, Stuart Denman, Adrian Esposito, Matthew Ezzy, Michael Gough, Joshua Harding, Joey Hughes, Tyler Lovering, Casey Minson, Greg Oddy, Thomas Powell, Vladimir Rubes, Mark Rummukainen, Christopher Sekura, Robert Starke, Scott Stephenson, Brett Thomas, Brad Vigon, Murray Wand, Lliam Webster, Andrew White, Anthony Wilson Trainer: Steve McKenna |

### Auf- und Abstieg
| Absteiger aus der Division I:  | Estland, Südkorea    |
| Aufsteiger in die Division I:  | Australien, Rumänien |
| Absteiger aus der Division II: | Irland, Neuseeland   |
| Aufsteiger in die Division II: | Nordkorea, Südafrika |

## Division III
Das WM-Turnier der Division III fand vom 31. März bis 6. April 2008 im luxemburgischen Kockelscheuer, unweit der Hauptstadt Luxemburg, statt. Die Spiele wurden im Patinoire de Kockelscheuer ausgetragen, in der 768 Zuschauer Platz finden.
Nordkorea und Südafrika gingen als die beiden Erstplatzierten hervor und stiegen in die Division II auf.
| 31. März 2008 13:00 Uhr | Griechenland | 1:5 (0:2, 0:0, 1:3) Spielbericht | Südafrika | Patinoire de Kockelscheuer, Kockelscheuer Zuschauer: 50 |

| 31. März 2008 16:30 Uhr | Nordkorea | 17:0 (6:0, 5:0, 6:0) Spielbericht | Mongolei | Patinoire de Kockelscheuer, Kockelscheuer Zuschauer: 50 |

| 31. März 2008 20:00 Uhr | Luxemburg | 5:4 n. V. (2:1, 0:2, 2:1, 1:0) Spielbericht | Türkei | Patinoire de Kockelscheuer, Kockelscheuer Zuschauer: 500 |

| 1. April 2008 13:00 Uhr | Mongolei | 4:10 (1:2, 1:5, 2:3) Spielbericht | Griechenland | Patinoire de Kockelscheuer, Kockelscheuer Zuschauer: 51 |

| 1. April 2008 16:30 Uhr | Türkei | 1:7 (0:1, 1:1, 0:5) Spielbericht | Südafrika | Patinoire de Kockelscheuer, Kockelscheuer Zuschauer: 60 |

| 1. April 2008 20:00 Uhr | Nordkorea | 2:1 (0:0, 0:0, 2:1) Spielbericht | Luxemburg | Patinoire de Kockelscheuer, Kockelscheuer Zuschauer: 425 |

| 3. April 2008 13:00 Uhr | Türkei | 11:3 (5:1, 3:2, 3:0) Spielbericht | Mongolei | Patinoire de Kockelscheuer, Kockelscheuer Zuschauer: 65 |

| 3. April 2008 16:30 Uhr | Nordkorea | 7:3 (2:1, 2:0, 3:2) Spielbericht | Griechenland | Patinoire de Kockelscheuer, Kockelscheuer Zuschauer: 92 |

| 3. April 2008 20:00 Uhr | Luxemburg | 4:5 (1:1, 1:3, 2:1) Spielbericht | Südafrika | Patinoire de Kockelscheuer, Kockelscheuer Zuschauer: 800 |

| 5. April 2008 13:00 Uhr | Südafrika | 0:6 (0:3, 0:2, 0:1) Spielbericht | Nordkorea | Patinoire de Kockelscheuer, Kockelscheuer Zuschauer: 350 |

| 5. April 2008 16:30 Uhr | Griechenland | 1:9 (0:3, 1:3, 0:3) Spielbericht | Türkei | Patinoire de Kockelscheuer, Kockelscheuer Zuschauer: 492 |

| 5. April 2008 20:00 Uhr | Mongolei | 0:9 (0:1, 0:4, 0:4) Spielbericht | Luxemburg | Patinoire de Kockelscheuer, Kockelscheuer Zuschauer: 716 |

| 6. April 2008 13:00 Uhr | Südafrika | 12:4 (3:2, 5:1, 4:1) Spielbericht | Mongolei | Patinoire de Kockelscheuer, Kockelscheuer Zuschauer: 110 |

| 6. April 2008 16:30 Uhr | Türkei | 2:8 (1:5, 0:0, 1:3) Spielbericht | Nordkorea | Patinoire de Kockelscheuer, Kockelscheuer Zuschauer: 116 |

| 6. April 2008 20:00 Uhr | Luxemburg | 3:2 n. P. (0:0, 1:0, 1:2, 0:0, 1:0) Spielbericht | Griechenland | Patinoire de Kockelscheuer, Kockelscheuer Zuschauer: 520 |

| Pl. |              | Sp | S | OTS | OTN | N | Tore  | Punkte |
| 1.  | Nordkorea    | 5  | 5 | 0   | 0   | 0 | 40:06 | 15     |
| 2.  | Südafrika    | 5  | 4 | 0   | 0   | 1 | 29:16 | 12     |
| 3.  | Luxemburg    | 5  | 1 | 2   | 0   | 2 | 22:13 | 7      |
| 4.  | Türkei       | 5  | 2 | 0   | 1   | 2 | 27:24 | 7      |
| 5.  | Griechenland | 5  | 1 | 0   | 1   | 3 | 17:28 | 4      |
| 6.  | Mongolei     | 5  | 0 | 0   | 0   | 5 | 11:59 | 0      |

Abkürzungen: Pl. = Platz, Sp = Spiele, S = Siege, OTS = Siege nach Verlängerung (Overtime) oder Penaltyschießen, OTN = Niederlagen nach Verlängerung oder Penaltyschießen, N = Niederlagen

Erläuterungen: Aufsteiger in die Division II

### Division-III-Aufstiegsmannschaften
| Division-III-Aufsteiger Nordkorea | Jang Myong-jin, Jong Song-il, Ju Sung-hyok, Kim Chang-min, Kim Chol-bom, Kim Jin-hyok, Kim Kwang-hyok, Kim Kyong-il, Ku Song-min, Mun Chol, Pae Myong-nam, Pak Kun-hyok, Ri Chol-min, Ri Kum-song, Ri Pong-il, Ri Se-gwang, Ri Sun-il, Song Chung-song Trainer: Pak Chang-dok |
| Division-III-Aufsteiger Südafrika | Cameron Birrell, Ashley Bock, Gary Bock, Kieren Edge, Francois Esterhuizen, Michael Fraquet, Marc Giot, Nicholas Graf, Gerard Habib, Jared Joyce, George Lyon, Andre Marais, Ryan Marsh, Gareth Miller, Jack Valadas, David Watson, Philip Woolf Trainer: Ronnie Wood         |

### Auf- und Abstieg
| Absteiger aus der Division II: | Irland, Neuseeland   |
| Aufsteiger in die Division II: | Nordkorea, Südafrika |

## Qualifikation zur Division III
Die Qualifikation zur Division III, bei der der letzte freie Platz in der Division III ausgespielt wurde, fand vom 15. bis 17. Februar 2008 in Sarajevo in Bosnien und Herzegowina statt. Die Spiele fanden in der Olympiahalle Zetra statt, die Platz für 12.000 Zuschauer bietet.
Beide Spiele Armeniens – die 5:8-Niederlage gegen Griechenland und der 18:1-Sieg gegen Bosnien und Herzegowina – wurden jeweils mit drei Punkten 5:0 Toren für den jeweiligen Gegner gewertet, da die armenische Mannschaft sich weigerte, die Pässe der Spieler rechtzeitig vorzulegen.
| 15. Februar 2008 20:30 Uhr | Griechenland | 10:1 (1:0, 4:1, 5:0) Spielbericht | Bosnien und Herzegowina | Olympiahalle Zetra, Sarajevo Zuschauer: 3.100 |

| 16. Februar 2008 20:30 Uhr | Armenien | 0:5 (Wertung) Spielbericht | Griechenland | Olympiahalle Zetra, Sarajevo Zuschauer: 50 |

| 17. Februar 2008 17:00 Uhr | Bosnien und Herzegowina | 5:0 (Wertung) Spielbericht | Armenien | Olympiahalle Zetra, Sarajevo Zuschauer: 250 |

| Pl. |                         | Sp | S | OTS | OTN | N | Tore  | Punkte |
| 1.  | Griechenland            | 2  | 2 | 0   | 0   | 0 | 15:01 | 6      |
| 2.  | Bosnien und Herzegowina | 2  | 1 | 0   | 0   | 1 | 06:10 | 3      |
| 3.  | Armenien                | 2  | 0 | 0   | 0   | 2 | 00:10 | 0      |

Abkürzungen: Pl. = Platz, Sp = Spiele, S = Siege, OTS = Siege nach Verlängerung (Overtime) oder Penaltyschießen, OTN = Niederlagen nach Verlängerung oder Penaltyschießen, N = Niederlagen

Erläuterungen: Qualifikant für die Division III